# Козлово (Зубцовский район)
Козлово  — деревня в Зубцовском районе Тверской области. Входит в состав Вазузского сельского поселения.

## География
Находится в южной части Тверской области на расстоянии приблизительно 7 км на юго-восток от районного центра города Зубцов.

## История
Деревня была отмечена еще на карте 1825 года. В 1859 году здесь (деревня Зубцовского уезда Тверской губернии) было учтено 14 дворов, в 1941—13.

## Население
Численность населения: 128 человек (1859 год), 11 (русские 100 %) в 2002 году, 1 в 2010.